# Tom Cullen
Tom Cullen (Aberystwyth, 17 luglio 1985) è un attore britannico.

## Biografia
Nato a Aberystwyth, in Galles e cresciuto tra Llandrindod Wells e Cardiff, figlio di due scrittori, prima di dedicarsi alla carriera di attore, venne spinto, dalla famiglia, alla carriera di cantante, per poi abbandonarla. Ha frequentato la Royal Welsh College of Music & Drama a Cardiff. Dopo la laurea in recitazione, Tom, ha avuto un'intensa carriera artistica in TV e teatro. Il suo primo film, Weekend del 2011, conquista la critica e il pubblico, aggiudicandosi importanti riconoscimenti anche dalla stampa. 
È stato il protagonista del terzo episodio della serie tv inglese Black Mirror dal titolo Ricordi pericolosi e, successivamente, nella mini-serie prodotta da Ridley Scott, Mondo senza fine, in cui ha interpretato il ruolo di Wulfric. Tra il 2013 e il 2014 ha fatto parte nel cast della serie televisiva britannica Downton Abbey, in cui interpreta uno dei pretendenti dell'ereditiera Lady Mary. Nel 2017 interpreta il cospiratore Guy Fawkes nella miniserie TV della BBC Gunpowder, affiancando Kit Harington, e poi il cavaliere templare Landry, protagonista della miniserie TV Knightfall di History.

## Filmografia

### Attore

#### Cinema
- Daddy's Girl, regia di D.J. Evans (2006)
- Weekend, regia di Andrew Haigh (2011)
- The Last Days on Mars, regia di Ruairi Robinson (2013)
- Desert Dancer, regia di Richard Raymond (2013)
- Tiger House, regia di Tom Daley (2014)
- Black Mountain Poets, regia di Jamie Adams (2015)
- The Other Half, regia di Joey Klein (2016)
- Happily Ever After, regia di Joan Carr-Wiggin (2016)
- 100 Streets, regia di Jim O'Hanlon (2016)
- Mine, regia di Fabio Guaglione e Fabio Resinaro (2016)
- Pink Wall, regia di Tom Cullen (2019)
- Mio figlio (My Son), regia di Christian Carion (2021)

#### Televisione
- Pen Talar – serie TV, 2 episodi (2010)
- Black Mirror – serie TV, 1 episodio (2011)
- Mondo senza fine (World Without End) – miniserie TV, 12 puntate (2012)
- Downton Abbey – serie TV, 12 episodi (2013-2014)
- The Trials of Jimmy Rose – miniserie TV, 3 puntate (2015)
- The Five – serie TV, 10 episodi (2016)
- Gunpowder – miniserie TV, 3 puntate (2017)
- Knightfall – serie TV, 18 episodi (2017-2019)
- Orphan Black – serie TV, episodio 5x06 (2017)
- Genius – serie TV, episodi 2x06-2x10 (2018)
- Becoming Elizabeth – serie TV, 7 episodi (2022)

### Regista
- Pink Wall (2019)

## Doppiatori italiani
Nelle versioni in italiano delle opere in cui ha recitato, Tom Cullen è stato doppiato da:
- Andrea Lavagnino in Black Mirror, Mine, The Five
- Andrea Mete in Knightfall
- Pino Insegno in Downton Abbey
- Francesco Pezzulli in Mondo senza fine
- Fabrizio Bucci in Weekend
- Giorgio Borghetti in Becoming Elizabeth